# Hexatoma (Hexatoma) nubeculosa
Hexatoma (Hexatoma) nubeculosa is een tweevleugelige uit de familie steltmuggen (Limoniidae). De soort komt voor in het Palearctisch gebied.